# Yucca gigantea
Yucca gigantea là một loài thực vật có hoa trong họ Măng tây. Loài này được Lem. miêu tả khoa học đầu tiên năm 1859.

## Hình ảnh

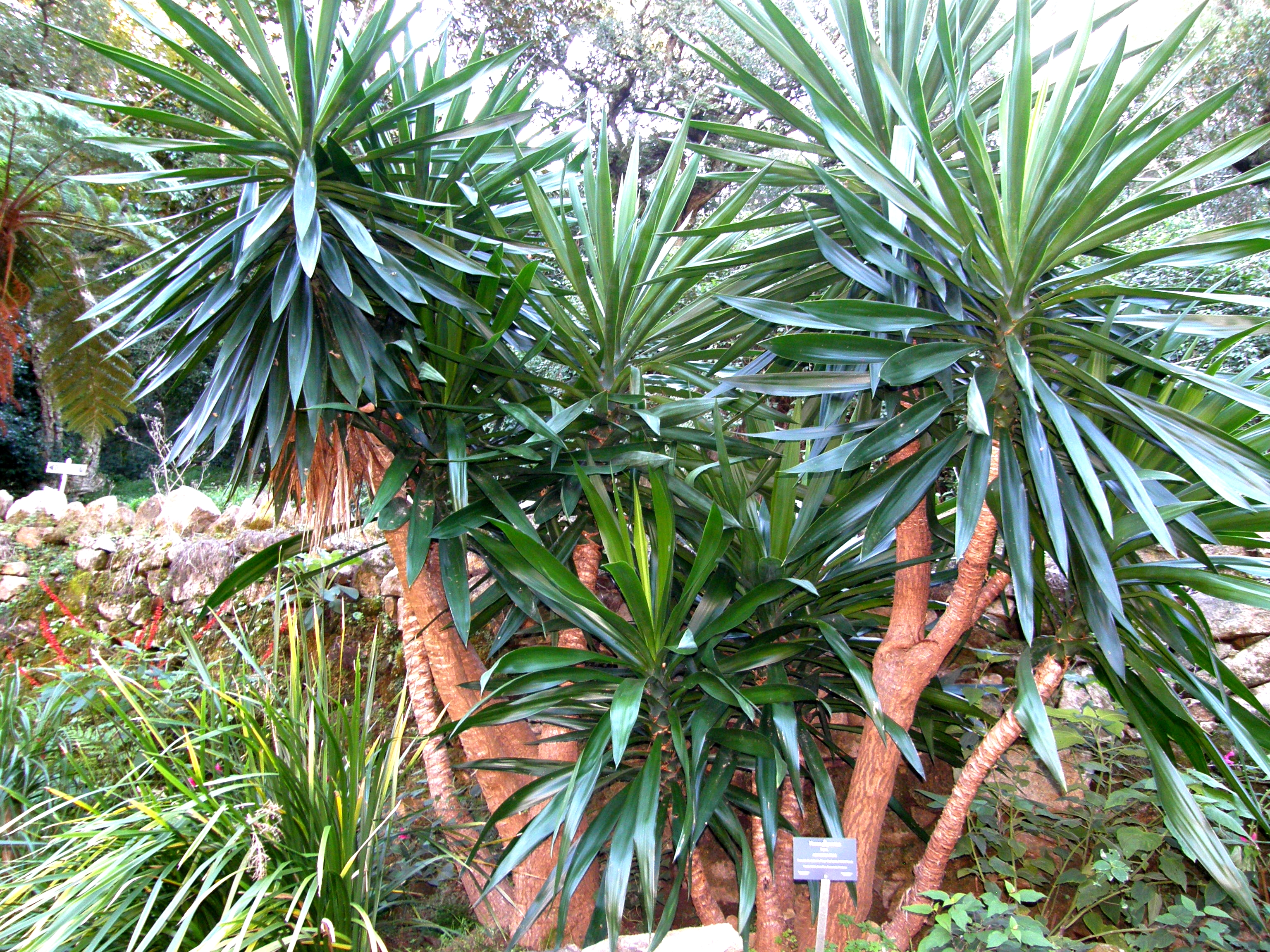
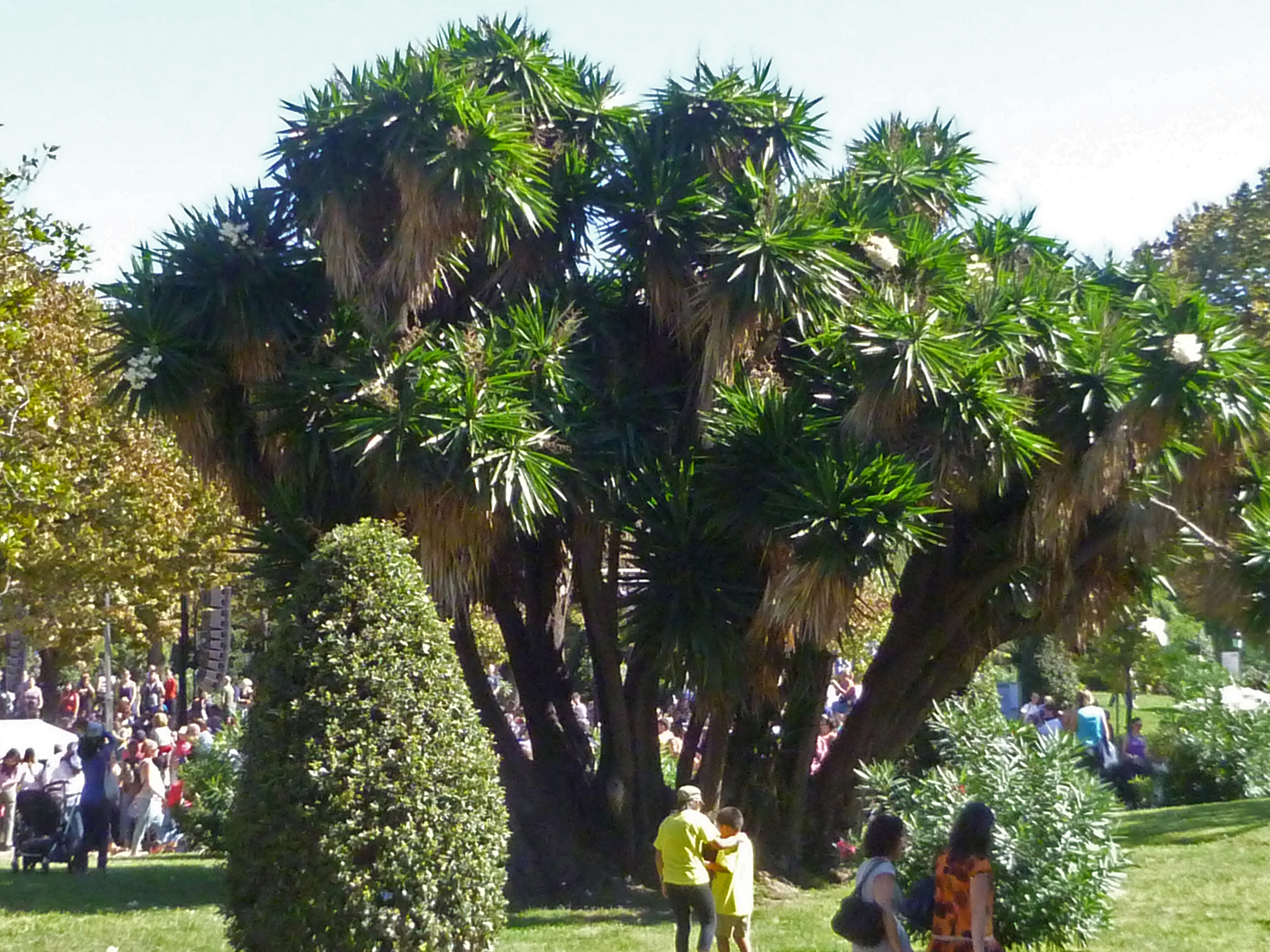
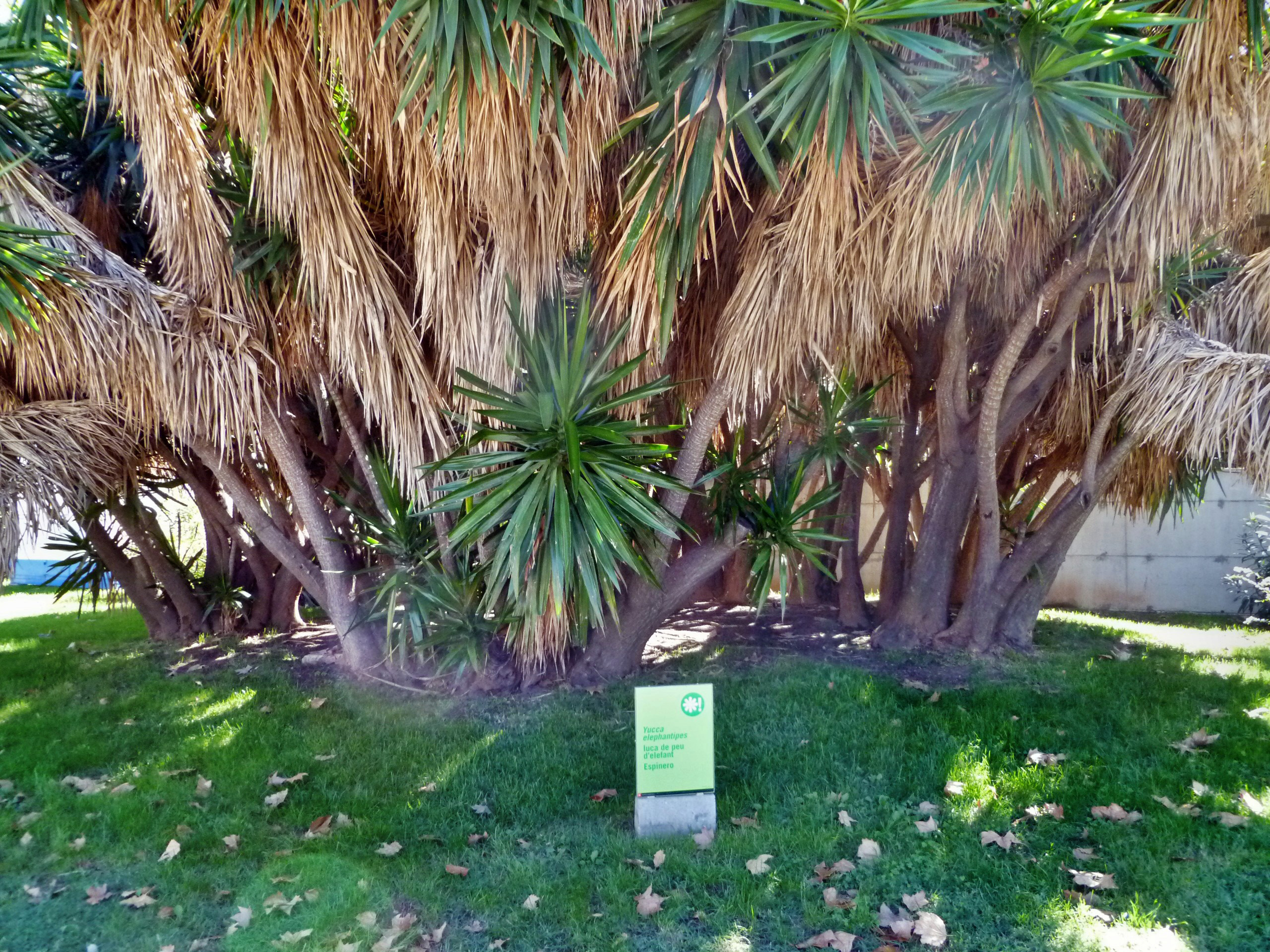
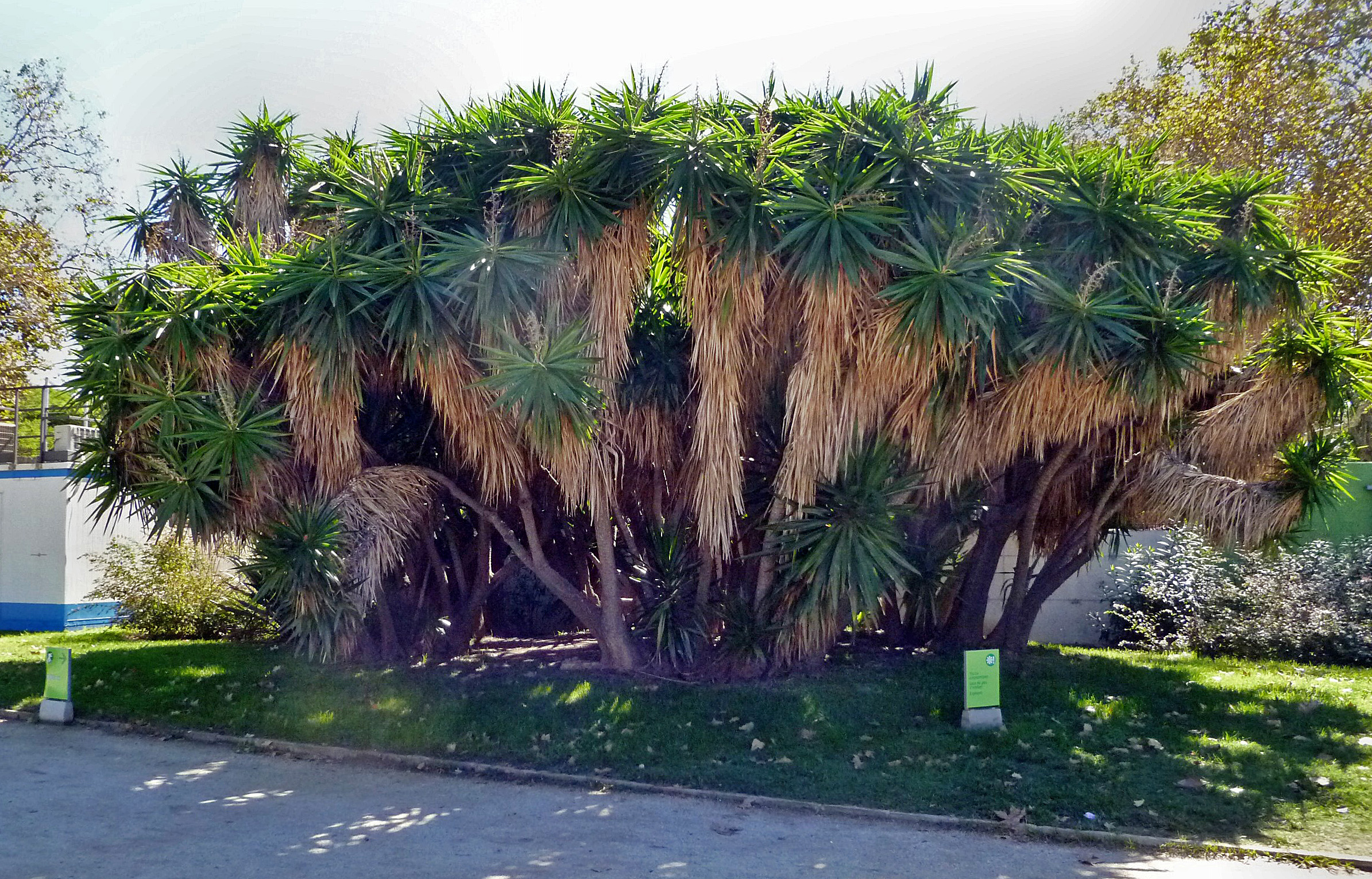